# Gatlingův kulomet

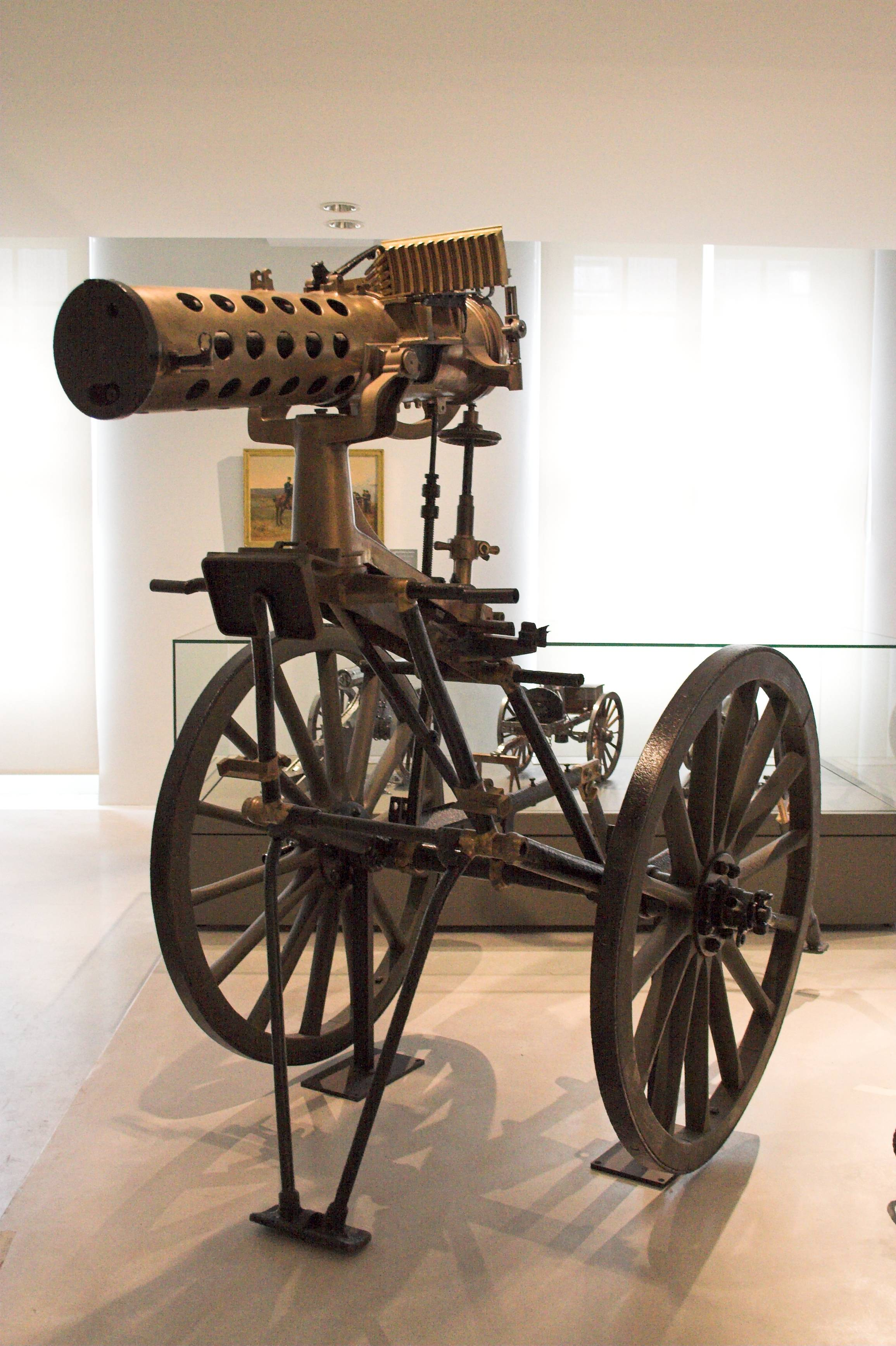
Gatlingův kulomet z roku 1895

Gatlingův kulomet je jedna z prvních úspěšných realizací kulometu.
Jeho konstruktér Richard Jordan Gatling sestrojil první prototyp v roce 1861 a v roce 1862 získal na tuto zbraň patent.
Prosadil zejména používání jednotných nábojů s kovovou nábojnicí.
Gatlingův kulomet byl tvořen několika hlavněmi s vlastní nábojovou komorou. Hlavně byly uspořádány symetricky kolem středové hřídele. Náboje se podávaly shora trychtýřem nebo pomocí zásobníku, při pootočení svazku hlavní se náboj zasunul do prázdné nábojové komory, poté se vystřelil, vystřelená nábojnice se vytáhla a vyhodila. Střelec jenom otáčel klikou a pomocníci přisypávali další střelivo. Kulomet Gatling dosahoval kadence až 300 ran za minutu, záleželo to ovšem na rychlosti otáčení klikou.